# Паунова цихлида
Пауновите цихлиди (Cichla ocellaris) са вид актиноптери от семейство Цихлиди (Cichlidae).
Таксонът е описан за пръв път от Маркус Елиезер Блох през 1801 година.